# 约翰·麦基本
约翰·休伯特·麦基本（英語：John Hubert McKibbon，1939年9月14日—2024年7月10日），生于安大略省薩德伯里，加拿大男子篮球运动员。他曾代表加拿大获得1964年夏季奥运会男子篮球比赛第十四名。

## 外部連結
- 约翰·麦基本在fiba.basketball（英语）
- 约翰·麦基本在archive.fiba.com（存檔）（英语）
- 约翰·麦基本在Basketball-Reference.com（國際）（英语）
- 约翰·麦基本在Olympics.com（英语）
- 约翰·麦基本在Olympedia（英语）